# إغوانة شائكة الذيل
الإغوانة شائكة الذيل أو عظاءة مشطية (الاسم العلمي: Ctenosaura) (بالإنجليزية: Spiny-tailed Iguanas)‏ هي جنس من الزواحف تتبع الفصيلة الإغوانية من رتبة الحرشفيات.

## أنواع الإغوانة شائكة الذيل
- إغوانة شمالية شرقية
- إغوانة كامبيتشية
- إغوانة بيكرية
- إغوانة بالساس المسلحة
- إغوانة سان استيبان
- إغوانة جزيرة يوكاتان
- إغوانة صفراء الظهر
- إغوانة رأس الرجاء
- إغوانة سونورا السوداء
- إغوانة سوداء الصدر
- إغوانة سان بيدرو نولاسكو
- إغوانة أواكساكانية
- إغوانة رواتانية
- إغوانة غواتيمالية
- إغوانة مكسيكية
- إغوانة هندوراسية
- إغوانة نبوتية الذيل
- إغوانة سوداء